# Ferdinand Gregorovius

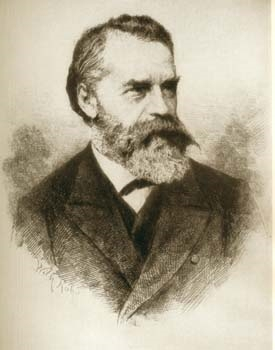
Ferdinand Gregorovius

Ferdinand Gregorovius (19 de janeiro de 1821, Neidenburg, Prússia Oriental, Reino da Prússia - 1 de maio de 1891, Munique, Reino da Baviera) foi um historiador alemão especializado na história medieval de Roma.
Ele é mais conhecido por Wanderjahre in Italien, seu relato das viagens a pé que percorreu na Itália na década de 1850, e o monumental Die Geschichte der Stadt Rom im Mittelalter (História de Roma na Idade Média), um clássico da literatura medieval e início da história renascentista. Ele também escreveu biografias do Papa Alexandre VI e Lucrécia Bórgia, além de obras sobre a história bizantina e Atenas medieval, e traduziu autores italianos para o alemão, entre eles Giovanni Melis. De acordo com o padre jesuíta John Hardon, Gregorovius era "um inimigo amargo dos papas".